# Henri Roessler
Pour les articles homonymes, voir Roessler.
Henri Roessler, né le 16 septembre 1910 à Lauterbourg, dans le District de Basse-Alsace (alors en Alsace-Lorraine), et mort le 18 septembre 1978 à Plan-de-Cuques, dans les Bouches-du-Rhône, est un footballeur français. Il a été milieu au RC Strasbourg et au Stade de Reims. Il a également fait une remarquable carrière d'entraîneur : il a lancé l'épopée du club champenois avec son premier titre de Champion de France en 1949. Il détient par ailleurs le record de longévité au poste d'entraîneur de l'Olympique de Marseille.

## Carrière de joueur
- AS Strasbourg (débuts-1935)
- AS Troyes-Savinienne (1935-1936) (en Division 2)
- RC Strasbourg (1936-1939) (70 matches et 2 buts en Division 1)
- Red Star (1940-1942)
- Équipe fédérale Reims-Champagne (1943-1944)
- Stade de Reims (1944-1947) (entraîneur-joueur de 1945 à 1947: 46 matches et 2 buts en Division 1)

## Carrière d'entraîneur
- Stade de Reims (1945-1950)
- Olympique de Marseille (1950-1954)
- AS Aix (1954-1955)

## Palmarès de joueur
- International A (2 sélections en 1942)
- Champion de France zone Nord 1941 (avec le Red Star Olympique)
- Vainqueur de la Coupe de France 1942 (avec le Red Star Olympique)
- Finaliste de la Coupe de France 1937 (avec le RC Strasbourg) et 1944 (avec l'É.F. Reims-Champagne)
- Vice-champion de France 1937 (avec le RC Strasbourg) et 1947 (avec le Stade de Reims)

## Palmarès d'entraîneur
- Champion de France 1949 (avec le Stade de Reims)
- Vainqueur de la Coupe de France 1950 (avec le Stade de Reims)
- Finaliste de la Coupe de France 1954 (avec l'Olympique de Marseille)

## Source
- Alain Pécheral, La Grande histoire de l'OM (Des origines à nos jours), L'Équipe, 2007. cf. notice sur le joueur, pages 442-443.